# Station Wavertree Technology Park
Wavertree Technology Park is een spoorwegstation van National Rail in Wavertree, Liverpool in Engeland. Het station is eigendom van Network Rail en wordt beheerd door Northern Rail. 